# Perdita excellens
Perdita excellens is een vliesvleugelig insect uit de familie Andrenidae. De wetenschappelijke naam van de soort is voor het eerst geldig gepubliceerd in 1958 door Timberlake.